# Paul Ploetz (Fußballspieler)
Paul Ploetz (Lebensdaten unbekannt) war ein deutscher Fußballspieler.

## Karriere
Ploetz gehörte dem Altonaer FC 93 als Stürmer an und bestritt die Saison 1902/03 in der vom Hamburg-Altonaer Fußball-Bund organisierten Meisterschaft in der I. Klasse. Mit der gewonnenen Meisterschaft nahm er mit seiner Mannschaft an der ersten Endrunde um die Deutsche Meisterschaft teil. In dem am 3. Mai 1903 auf der Altonaer Exerzierweide ausgetragenen Viertelfinale gegen den Magdeburger FC Viktoria 1896 erzielte er beim 8:1-Sieg kurz vor dem Ende der ersten Spielhälfte das Tor zum 3:0. 14 Tage später traf er mit seiner Mannschaft auf den VfB Leipzig, gegen den das auf dem Leipziger Sportplatz – regelwidrig – ausgetragene Halbfinale mit 3:6 verloren wurde.

## Erfolge
- HAFB-Meister 1903